# Toquí capnegre
El toquí capnegre (Arremon atricapillus) és un ocell de la família dels passerèl·lids (Passerellidae).

## Descripció
La majoria de la família Arremon tenen una cella prominent, però el toquí capnegre té el cap completament negre que contrasta amb la gola blanca i l'esquena verd oliva. No presenta dimorfisme sexual. Es desplaça sol o en parella a prop del sòl al bosc humit.

## Hàbitat i distribució
Viu al sotabosc dels boscos humits, especialment a prop de les vores, en altituds entre els 300 i 1.200 metres a Colòmbia i Panamà.

## Taxonomia
Fins poc entrat el segle XXI, el toquí capnegre es col·locava en el gènere Buarremon.
En un principi es considerava una subespècie (Arremon torquatus atricapillus) del toquí cap-ratllat (A. torquatus). A partir de les diferències de vocalització, plomatge i genètica, es va determinar separar-la i tractar-la com espècie diferent. El SACC va dividir el grup el 2010.
A més, el toquí de Costa Rica (A. costaricensis), sovint s'ha tractat com una subespècie del toquí cap-ratllat (A. torquatus), o una subespècie del toquí capnegre, però basant-se en l'ecologia, la morfologia, el cant i el treball molecular, recentment s'ha suggerit que A. costaricensis era digne de tractament com a espècie. En aquest cas, el toquí capnegre només inclouria dues subespècies:
- A. a. atricapillus (Lawrence, 1874) localitzat al nord de Colòmbia.
- A. a. tacarcunae (Chapman, 1923) est de Panamà.